# Albert Sjöberg
Albert Rudolf Sjöberg, född 11 december 1871 i Stockholm, död 2 juli 1932 i Paris, var en svensk-fransk målare och tavelkonservator. 
Han var son till direktören Fredrik Sjöberg och Helena Mortensen och från 1904 gift med Juliette Gorre. Hans pappa som drev en fabrik för fajansplattor i Uddevalla dog ruinerad när Sjöberg 16 år gammal. Hans intresse för konst väcktes tidigt och för att tjäna till sitt uppehälle och bidra ekonomiskt till sin mor och syster tog han anställning som dekoratör vid en porslinsfabrik. När han var omkring 20 år studerade en period vid Finlands konstakademi i Helsingfors och därefter vid Valands målarskola i Göteborg. Systern som gift sig med en fransman bjöd ner honom till Frankrike 1903 där han skulle kunna utveckla sina konstnärliga talanger ytterligare. Redan under sin tid i Göteborg blev han god vän med Ivar Arosenius som senare besökte honom i Paris ett flertal gånger. Han fortsatte sina studier för Lucien Simon vid Académie Montparnasse där han försökte inhämta tidens konstströmningar fram till första världskrigets utbrott. Han ansökte om att få bli fransk medborgare men hans begäran avslogs och tvingades för sitt uppehälle bo hos sin svärmor i Jurançon vid Pyrenéerna. Han och hans familj återvände till Paris 1921 och för att förtjäna sitt uppehälle lärde han sig att restaurera tavlor och arbetade därefter som tavelkonservator vid firman Legué et Brisson. I företagets verkstad lärda han sig ytterligare tekniker för restaurering som han förfinade och utvecklade. Bland annat restaurerade han Jan van Eycks och Petrus Christus tavla La Vierge au Chartreux som då ingick i den Rothschildska konstsamlingen och ett flertal verk på Louvren samt ett stort antal privata konstsamlingar. Bland hans offentliga arbeten märks en altartavla för Ste Eugéniekyrkan i Biarritz. Hans konst består av porträtt, blomsterstilleben och landskapsmålningar från Bretagne och Pyrenéerna.